# Olympische Sommerspiele 1936/Teilnehmer (Luxemburg)
| Gelbes Symbol für Goldmedaillen mit stilisierten Olympischen Ringen | Graues Symbol für Silbermedaillen mit stilisierten Olympischen Ringen | Braundes Symbol für Bronzemedaillen mit stilisierten Olympischen Ringen |
| ------------------------------------------------------------------- | --------------------------------------------------------------------- | ----------------------------------------------------------------------- |
| —                                                                   | —                                                                     | —                                                                       |

Luxemburg nahm an den Olympischen Sommerspielen 1936 in Berlin mit einer Delegation von 44 Athleten teil, allesamt Männer. Hinzu kamen fünf weitere Teilnehmer, vier Männer und eine Frau, bei den Kunstwettbewerben. Medaillen konnten keine gewonnen werden.

## Teilnehmer nach Sportarten

### Boxen
- Fernand Ciatti
Fliegengewicht: 1. Runde

- Jim Graser
Halbschwergewicht: 2. Runde

- Mathias Sancassiani
Weltergewicht: 2. Runde

- Ernest Toussaint
Schwergewicht: Viertelfinale

- André Wollscheidt
Leichtgewicht: 1. Runde

### Fußball
- Herrenteam
9. Platz (Achtelfinale)

- Kader
Jos Fischer
Jean-Pierre Frisch
Robert Geib
Jean-Pierre Hoscheid
Gusty Kemp
Arnold Kieffer
Victor Majerus
Léon Mart
Ernest Mengel
Pierre Mousel
Oskar Stamet

### Gewichtheben
- Franz Conrad
Federgewicht: 21. Platz

- Nic Scheitler
Leichtschwergewicht: 5. Platz

### Kanu
- Jean Strauss & André Zimmer
Zweier-Kajak (Faltboot) 1000 Meter: 13. Platz

- Joé Treinen
Einer-Canadier 1000 Meter: 6. Platz
Einer-Kajak (Faltboot) 10.000 Meter: 12. Platz

### Leichtathletik
- Pierre Hemmer
800 Meter: Vorläufe
1500 Meter: Vorläufe

- Jean Krombach
400 Meter: Vorläufe

- Michel Medinger senior
5000 Meter: Vorläufe

- François Mersch
100 Meter Vorläufe
Weitsprung: kein Ergebnis

- Charles Stein
800 Meter: Vorläufe
1500 Meter: Vorläufe

- Jean Wagner
Kugelstoßen: in der Qualifikation ausgeschieden
Diskuswurf: in der Qualifikation ausgeschieden

### Radsport
- Paul Frantz
Straßenrennen: keine Platzierung vorhanden
Mannschaftsfahren: keine Platzierung vorhanden

- Rudy Houtsch
Straßenrennen: keine Platzierung vorhanden
Mannschaftsfahren: keine Platzierung vorhanden

- Jacques Majerus
Straßenrennen: 16. Platz
Mannschaftsfahren: keine Platzierung vorhanden

- François Neuens
Straßenrennen: 16. Platz
Mannschaftsfahren: keine Platzierung vorhanden

### Ringen
- Mathias Scheitler
Griechisch-römischer Stil, Leichtgewicht: 1. Runde

### Schwimmen
- Norbert Franck
4 × 200 Meter Freistil: Vorläufe

- Pierre Hastert
4 × 200 Meter Freistil: Vorläufe

- Marcel Neumann
100 Meter Rücken: Vorläufe
4 × 200 Meter Freistil: Vorläufe

- Georges Tandel
4 × 200 Meter Freistil: Vorläufe

### Turnen
- Jos Cillien
Einzelmehrkampf: 100. Platz
Mannschaftsmehrkampf: 12. Platz
Boden: 86. Platz
Pferdsprung: 102. Platz
Barren: 93. Platz
Reck: 104. Platz
Ringe: 93. Platz
Seitpferd: 94. Platz

- Mathias Erang
Einzelmehrkampf: 110. Platz
Mannschaftsmehrkampf: 12. Platz
Pferdsprung: 105. Platz
Barren: DNF
Reck: DNF
Ringe: DNF

- Franz Haupert
Einzelmehrkampf: 92. Platz
Mannschaftsmehrkampf: 12. Platz
Boden: 100. Platz
Pferdsprung: 80. Platz
Barren: 98. Platz
Reck: 94. Platz
Ringe: 79. Platz
Seitpferd: 79. Platz

- Willy Klein
Einzelmehrkampf: 95. Platz
Mannschaftsmehrkampf: 12. Platz
Boden: 97. Platz
Pferdsprung: 90. Platz
Barren: 91. Platz
Reck: 101. Platz
Ringe: 92. Platz
Seitpferd: 91. Platz

- Jean Kugeler
Einzelmehrkampf: 45. Platz
Mannschaftsmehrkampf: 12. Platz
Boden: 64. Platz
Pferdsprung: 31. Platz
Barren: 42. Platz
Reck: 52. Platz
Ringe: 16. Platz
Seitpferd: 61. Platz

- Marcel Leineweber
Einzelmehrkampf: 94. Platz
Mannschaftsmehrkampf: 12. Platz
Boden: 94. Platz
Pferdsprung: 83. Platz
Barren: 94. Platz
Reck: 92. Platz
Ringe: 100. Platz
Seitpferd: 92. Platz

- Mathias Logelin
Einzelmehrkampf: 44. Platz
Mannschaftsmehrkampf: 12. Platz
Boden: 59. Platz
Pferdsprung: 88. Platz
Barren: 34. Platz
Reck: 26. Platz
Ringe: 32. Platz
Seitpferd: 34. Platz

- Jos Romersa
Einzelmehrkampf: 84. Platz
Mannschaftsmehrkampf: 12. Platz
Boden: 87. Platz
Pferdsprung: 58. Platz
Barren: 82. Platz
Reck: 81. Platz
Ringe: 73. Platz
Seitpferd: 87. Platz